# العلاقات الفنزويلية النيكاراغوية
العلاقات الفنزويلية النيكاراغوية هي العلاقات الثنائية التي تجمع بين فنزويلا ونيكاراغوا.

## مقارنة بين البلدين
هذه مقارنة عامة ومرجعية للدولتين:
| وجه المقارنة                                              | فنزويلا                                  | نيكاراغوا        |
| --------------------------------------------------------- | ---------------------------------------- | ---------------- |
| المساحة (كم2)                                             | 916.45 ألف                               | 130.38 ألف       |
| عدد السكان (نسمة)                                         | 28.87 مليون                              | 6.22 مليون       |
| الكثافة السكانية (ن./كم²)                                 | 31.5                                     | 47.71            |
| العاصمة                                                   | كاراكاس                                  | ماناغوا          |
| اللغة الرسمية                                             | اللغة الإسبانية، لغة الإشارة الفنزويلية ‏ | اللغة الإسبانية  |
| العملة                                                    | بوليفار فنزويلي                          | كوردبا نيكاراغوا |
| الناتج المحلي الإجمالي (بليون دولار)                      | 482.36 مليار                             | 13.81 مليار      |
| الناتج المحلي الإجمالي (تعادل القوة الشرائية) بليون دولار |                                          | 31.63 مليار      |
| الناتج المحلي الإجمالي الاسمي للفرد دولار أمريكي          |                                          | 2.09 ألف         |
| الناتج المحلي الإجمالي للفرد دولار أمريكي                 |                                          | 4.92 ألف         |
| مؤشر التنمية البشرية                                      | 0.762                                    | 0.631            |
| رمز المكالمات الدولي                                      | +58                                      | +505             |
| رمز الإنترنت                                              | .ve                                      | .ni              |
| المنطقة الزمنية                                           | 00                                       | 00               |

## مدن متوأمة
في ما يلي قائمة باتفاقيات التوأمة بين مدن فنزويلية ونيكاراغوية:
- ترتبط كاراكاس مع ماناغوا باتفاقية توأمة منذ 1998.

## منظمات دولية مشتركة
يشترك البلدان في عضوية مجموعة من المنظمات الدولية، منها:
| علم المنظمة | اسم المنظمة                                                          | تاريخ انضمام فنزويلا | تاريخ انضمام نيكاراغوا |
| ----------- | -------------------------------------------------------------------- | -------------------- | ---------------------- |
|             | يونسكو                                                               | 25 نوفمبر 1946       | 22 فبراير 1952         |
|             | وكالة ضمان الاستثمار متعدد الأطراف                                   | 9 مايو 1994          | 12 يونيو 1992          |
|             | الأمم المتحدة                                                        | 15 نوفمبر 1945       | 24 أكتوبر 1945         |
|             | وكالة حظر الأسلحة النووية في أمريكا اللاتينية ومنطقة البحر الكاريبي ‏ | ?                    | ?                      |
|             | الاتحاد البريدي العالمي                                              | ?                    | ?                      |
|             | البنك الدولي للإنشاء والتعمير                                        | 30 ديسمبر 1946       | 14 مارس 1946           |
|             | الاتحاد الدولي للاتصالات                                             | 13 أغسطس 1920        | 12 مايو 1926           |
|             | منظمة حظر الأسلحة الكيميائية                                         | ?                    | ?                      |
|             | مؤسسة التمويل الدولية                                                | 28 ديسمبر 1956       | 20 يوليو 1956          |
|             | منظمة التجارة العالمية                                               | ?                    | ?                      |
|             | منظمة الشرطة الجنائية الدولية                                        | ?                    | ?                      |

## وصلات خارجية
- موقع وزارة الخارجية الفنزويلية
- موقع وزارة الخارجية النيكاراغوية